# Seleção Murciana de Futebol
A Seleção Murciana de Futebol representa a Região de Múrcia, Espanha. A Seleção Murciana não é reconhecida pela FIFA e UEFA, assim, só podendo jogar partidas amistosas a nível internacional.

## Jogos internacionais da seleção
| Data                   | Local  | Seleção da casa | Oponente         | Resultado |
| ---------------------- | ------ | --------------- | ---------------- | --------- |
| 26 de Dezembro de 2007 | Múrcia | Múrcia          | Guiné Equatorial | 1-0       |
| 30 de Dezembro de 2006 | Múrcia | Múrcia          | Equador          | 3-0       |
| 28 de Dezembro de 2005 | Múrcia | Múrcia          | Lituânia         | 1-1       |
| 23 de Dezembro de 2008 | Múrcia | Múrcia          | Estónia          | 1 - 1     |
| 18 de maio de 2012     | Múrcia | Múrcia          | Real Madrid      | 2 - 2     |

## Jogadores
- Mista
- Juan Valera
- Juanmi
- Juanma
- José Antonio Zamora
- Rodri
- Javi García
- Manolo López
- Óscar Sánchez
- Pedro León Sánchez
- Quique Mateo
- Jesús Rodríguez Tato
- Isaac Jové
- Pedro López
- Carlos Alcántara
- Ángel Luis Robles
- Toché

## Treinador
- 2005 a 2007:  José Antonio Camacho